# Fabra y Coats

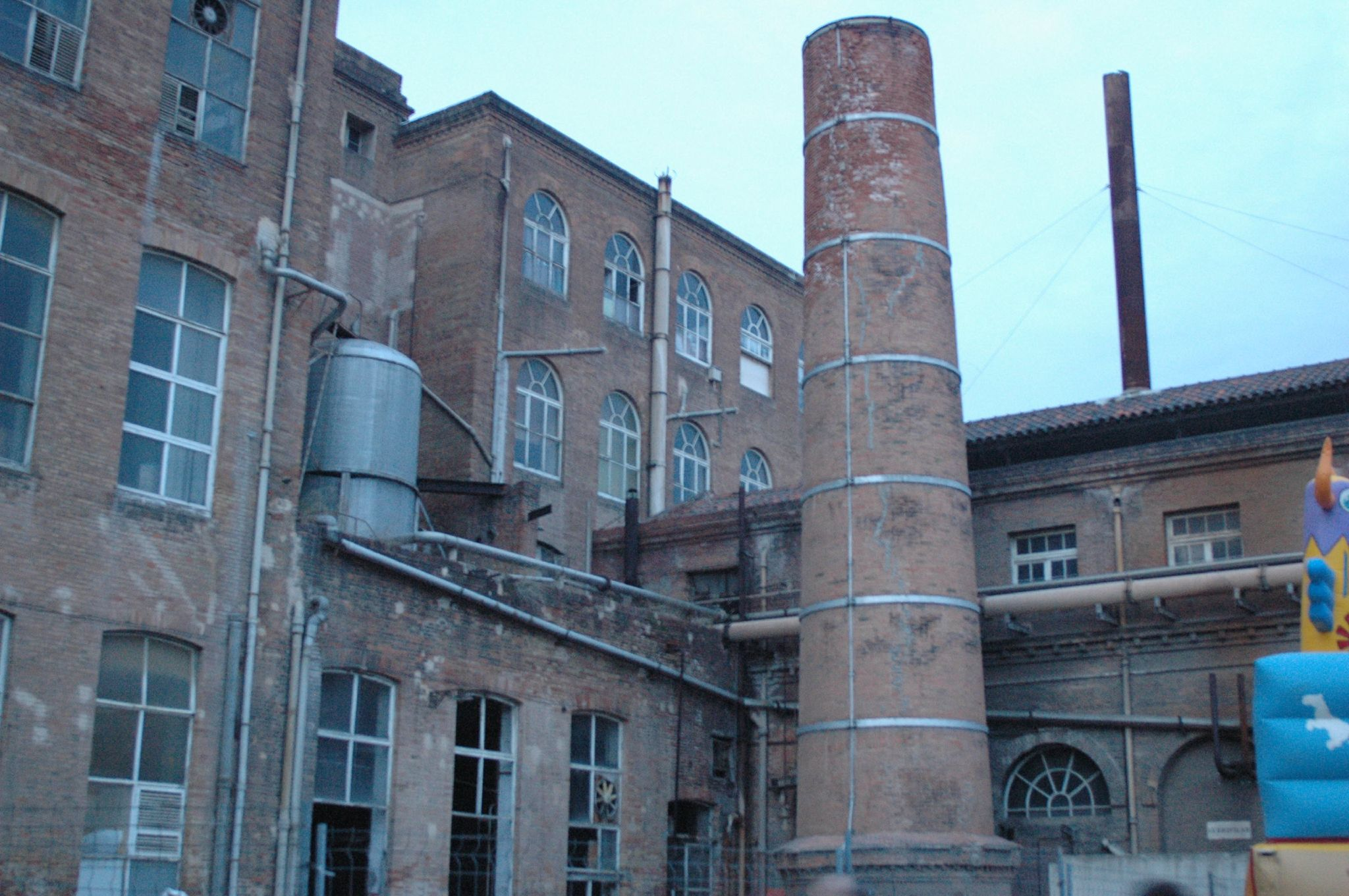
Fábrica Fabra y Coats, en el Distrito de San Andrés

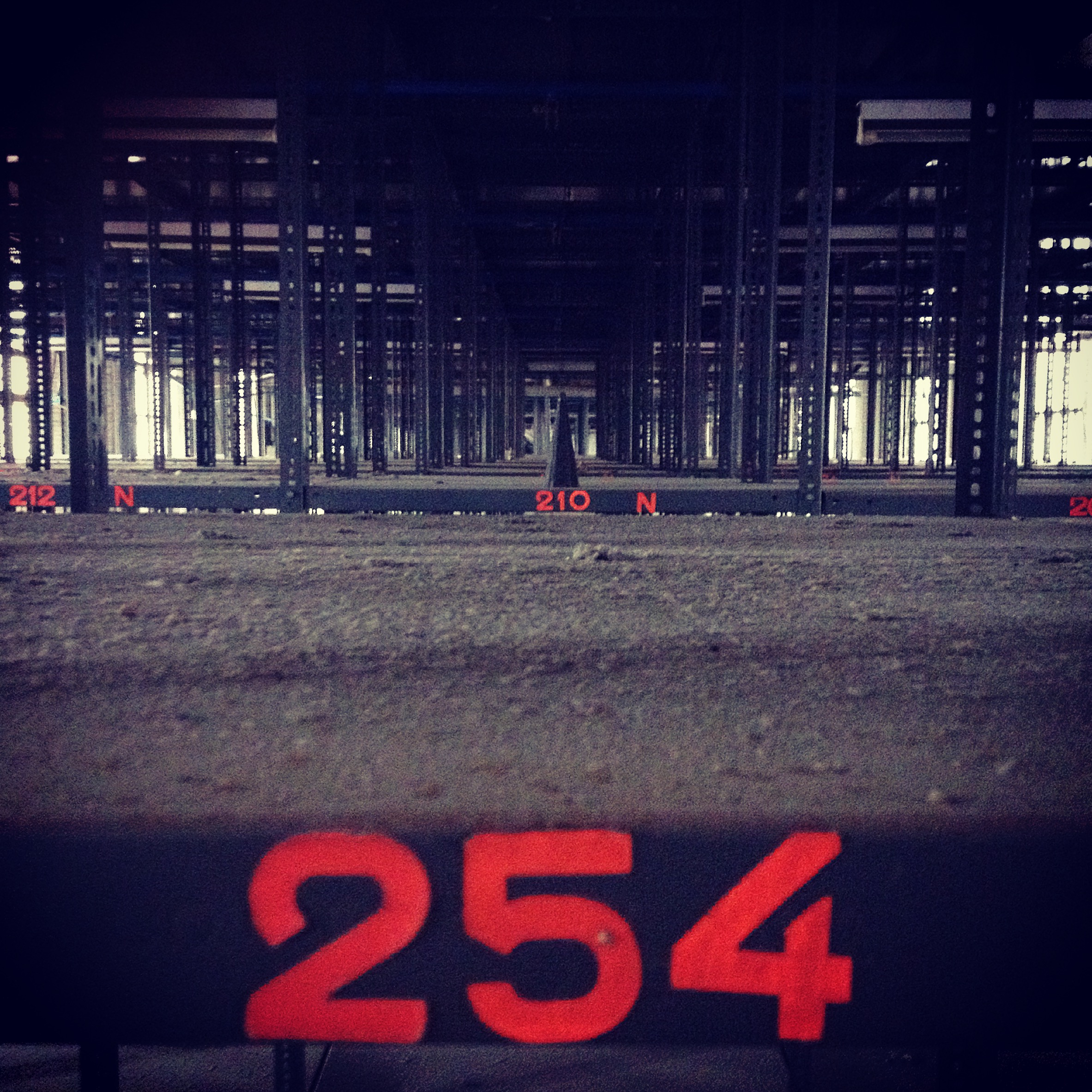

Fabra y Coats es una antigua fábrica de la Compañía Anónima Hilaturas de Fabra y Coats, una empresa fundada en el año 1903, fruto de la fusión de la Sociedad Anónima Sucesora de Fabra y Portabella con el grupo británico J&P Coats Ltd, convirtiéndose en la primera inversión extranjera en la economía industrial catalana. En 2005 la fábrica cerró sus puertas. En la actualidad es un Centro de Arte Contemporáneo y cultural con diferentes espacios, uno de ellos expositivo con programación en torno al arte contemporáneo, otro como sala multiusos cultural y la sala central diseñada para eventos artísticos de gran formato.

## Descripción
Edificio en origen rectangular, planta baja, cuatro pisos y cubierta de dos vertientes. Las fachadas combinan ventanas de arco de medio punto y otras rectangulares a la planta superior y a los laterales debido a la remodelación acontecida en el año 2000. Las cornisas inducen a la delimitación de los pisos entre la planta baja y la superior creando tres líneas visuales a la fachada que se mantienen desde el origen. En la fachada de la calle del Segre, se transformaron las ventanas de la primera planta en un porche corrido que lo integra en el espacio público y en la fachada de la calle de Otger, se incorporó una marquesina que permitía instalar comunicadores verticales. Se encuentra rodeado por un parque y una plaza debido al derribo del resto de naves que ocupaban las dos islas originalmente.

## Historia
A comienzos del XIX , San Andrés de Palomar era un pequeño núcleo agrícola. A partir de 1830, a consecuencia de la industrialización, se produce un importante incremento poblacional y urbano. En Barcelona, a medida que pasaba el siglo la agricultura se convertía en una actividad residual, pero San Andrés era una excepción debido a las posibilidades que ofrecía el mercado de Barcelona y las condiciones agrícolas excepcionales que propiciaban la existencia de la Acequia Condal. Así coexistía la agricultura con una industria emergente, hasta que en 1880 el pueblo empieza a ser claramente industrial.
Los orígenes de Can Fabra se remontan al año 1839, cuando Ferran Puig y Gibert, un ingenio industrial conocido y bien relacionado socialmente, crea el "vapor de Hilo" una fábrica de hilaturas ubicada en San Andrés de Palomar. Su hija, Dolors Puig Cerdà, se casó con un buen cliente de nombre Camil Fabra y Fontanills, y desde 1860 la empresa pasará a denominarse Fernando Puig e hijo (Puig y Fabra). Esta fue la primera fábrica de troques y ovillos de hilo de algodón de España. El año 1884 la empresa se consolida ya plenamente con el nombre de Hilaturas Fabra, al fusionarse con "Manuel Portabella e hijo" (conocidos como los alemanes).

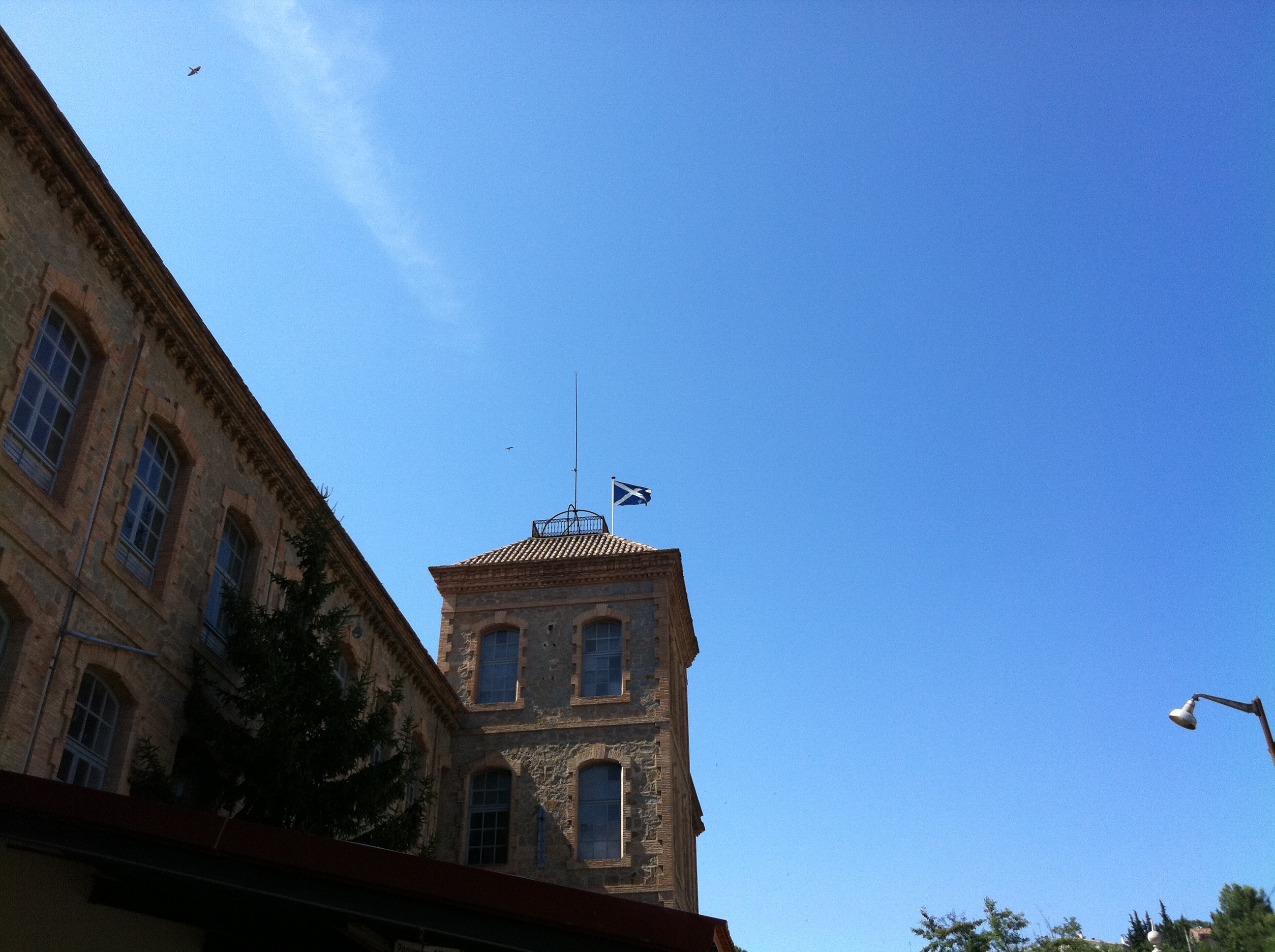
Bandera de Escocia a la colonia de Borgonyà, fundada por Coats.

Después de la muerte de Ferran Puig y Camil Fabra la empresa pasa a ser dirigida por los hermanos Ferran y Román  
Fabra y Puig. El año 1903 se fusiona con la casa escocesa "J&P Coats", que había creado hacía pocos años la colonia industrial de Borgonyà, en Sant Vicenç de Torelló (Osona), y sale la empresa "Compañía Anónima de Hilaturas Fabra y Coats" que monopolizará el sector en el ámbito estatal. Esta fusión quedó en el nomenclador del barrio de San Andrés de Palomar, puesto que la calle de la Y, donde había terrenos de la empresa, pasó a denominarse Calle de Escocia. La nueva empresa llevará a cabo una reordenación de la producción a cada una de las factorías: a San Martín mantendrá las alambradas de lino y algodón y los tejidos para redes de pesca, mientras que a Borgonyà concentrarán la hilatura y los torcidos de algodón, eliminarán los procesos de acabados, y a la fábrica de San Andrés de Palomar, además de hilaturas y torcidos, llevarán a cabo los procesos de blanqueo, tinte y acabados del hilo de coser.
El año 1915, la empresa tenía más de 1.500 trabajadores y en su apogeo llegó a dar trabajo a tres mil personas, mayoritariamente vecinas de San Andrés.
El conjunto de instalaciones fabriles que formaron parte de la empresa o giraban en torno a Fabra, han tenido a lo largo de su vida varios nombres populares, des d" el vapor del hilo o el vapor de la reguera", "los alemanes", "las hilaturas", "Can Encina", "Can Portabella", "Can Pecho" o "Can Fabra": los primeros por la energía que se utilizaba, el vapor; "los alemanes" por el origen de sus directivos; y "Can Pecho", para nutrir una población obrera extensa y a la vez prodigar una serie de ventajas sociales pioneros a la época.
El edificio, ahora ya conocido como "Can Fabra", ocupaba dos islas, entre la fábrica de San Andrés y la Fábrica de la Reguera, fue construido a finales del siglo , de acuerdo con los modelos constructivos del XIX XVII. contaba con un carrilet de conexión entre ambas vías que fue retirado durante los años sesenta y sustituido por una vagoneta con neumáticos.
Con la introducción de la firma británica se llevó a cabo (a partir de 1903), una serie de innovaciones en el campo de los servicios sociales de la Empresa. Can Fabra irá dando a San Andrés los rasgos de colonia industrial siguiendo el modelo de Borgonyà, en San Vicente de Torelló. A los años treinta fue una de las primeras empresas que otorgaba a los trabajadores una semana de vacaciones pagadas y despacio su organización interna fue mejorando, creándose, incluso, un cuerpo de bomberos propio. A partir del año 1949, el grupo británico fue aumentando su participación hasta llegar al 85 % en 1992.
El año 1970 empezaron los cierres de instalaciones y el despido de trabajadores. Las diferentes naves se fueron cerrando hasta que solo quedó actividad a la nave de la calle Sant Adrià. El 2005 se cerró definitivamente la producción en el estado.
El recinto fabril se vendió a una inmobiliaria mientras un grupo de extrabajadores constituyeron la Asociación Amigos de Fabra y Coats, para salvar la memoria de la fábrica y su patrimonio industrial.
El año 2009 se firmó un convenio de colaboración entre los Amigos de Fabra y Coats, el distrito de San Andrés y el Instituto de Cultura de Barcelona por el cual los Amigos cedían al ICUB los objetos que habían recuperado como testigos del pasado industrial de la fábrica. El MUHBA se hizo cargo de los objetos para su utilización en un futuro centro interpretativo sobre la ciudad y el trabajo.
Recientemente ha sido restaurada una parte de la nave industrial para convertirla en un Centro Cultural. El resto de espacio que todavía ocupa la vieja fábrica ha sido adquirido por el Ayuntamiento para destinarlo a espacio cultural. Los 12.000 metros cuadrados, distribuidos en cuatro plantas, se pretende destinarlos a unos 2.000 jóvenes creadores, convirtiéndose así en el pilar del plan municipal para la conversión de los antiguos edifics industriales en laboratorios de creación artística.

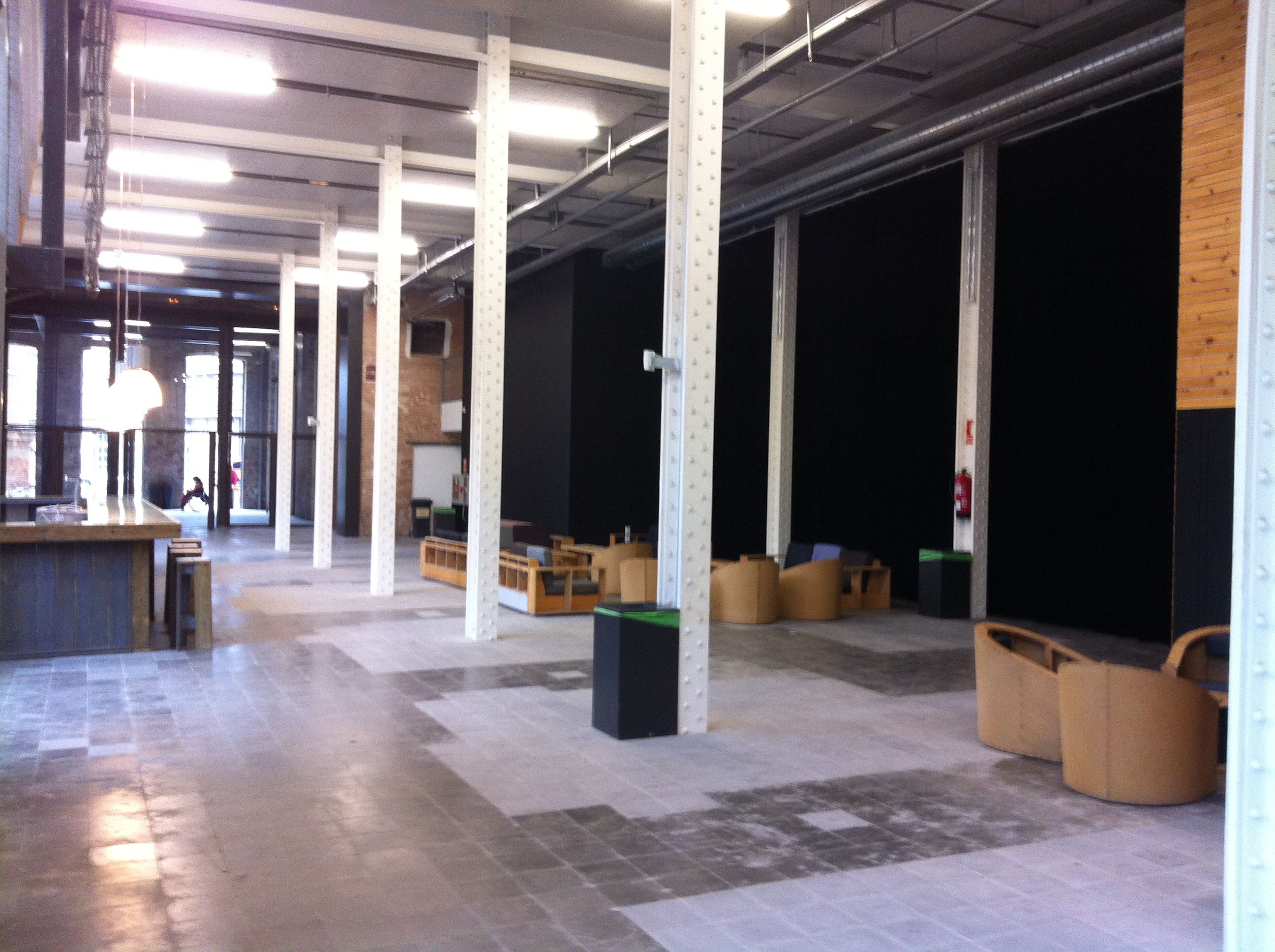
Aspecto actual de los interiores de Fabra y Coats

El proyecto ganador para tal remodelación ha sido proyectado por los arquitectos Francesc Bacardit y Manuel Ruisánchez: "Queremos que Fabra y Coats sea una fábrica okupada por la creación. El modelo okupa guía nuestra propuesta: una intervención que garantice la nueva función del edificio, pero que al mismo tiempo sea mínima [...] un trabajo de consolidación, rehabilitación y compartimentación que permita acoger al máximo de creadores, favorezca su tarea y fomente su convivencia".
Estos objetivos han sido perseguidos mediante un estudio de los paneles separadores de los diferentes ámbitos que quieren que sean flexibles, ligeros y económicos, para que se puedan "montar y desmontar con facilidad para atender a las necesidades cambiantes de los creadores". La demanda de estos espacios por parte de los usuarios se puede hacer a través del Ayuntamiento de Barcelona.

## Centro de arte contemporáneo
El 28 de septiembre de 2012 se inauguraron los primeros 600 metros cuadrados que acogían la primera exposición titulada «Esto no es una exposición de arte, tampoco, una exposición que reflexiona sobre el concepto de "exposición"» en torno a la manera en como los artistas han trabajado el relato a través de sus creaciones. En este inicio, son el Instituto de Cultura de Barcelona y el Museo de Arte Contemporáneo de Barcelona quienes gestionan el centro. El año 2013 se prevé crear una tabla curatorial a partir de concursos públicos, que seleccionará las exposiciones. También en un futuro, el centro va ampliándose hasta acabar ocupando las tres plantas del edificio, unos 2.450 metros cuadrados.